# Huta Gliwice

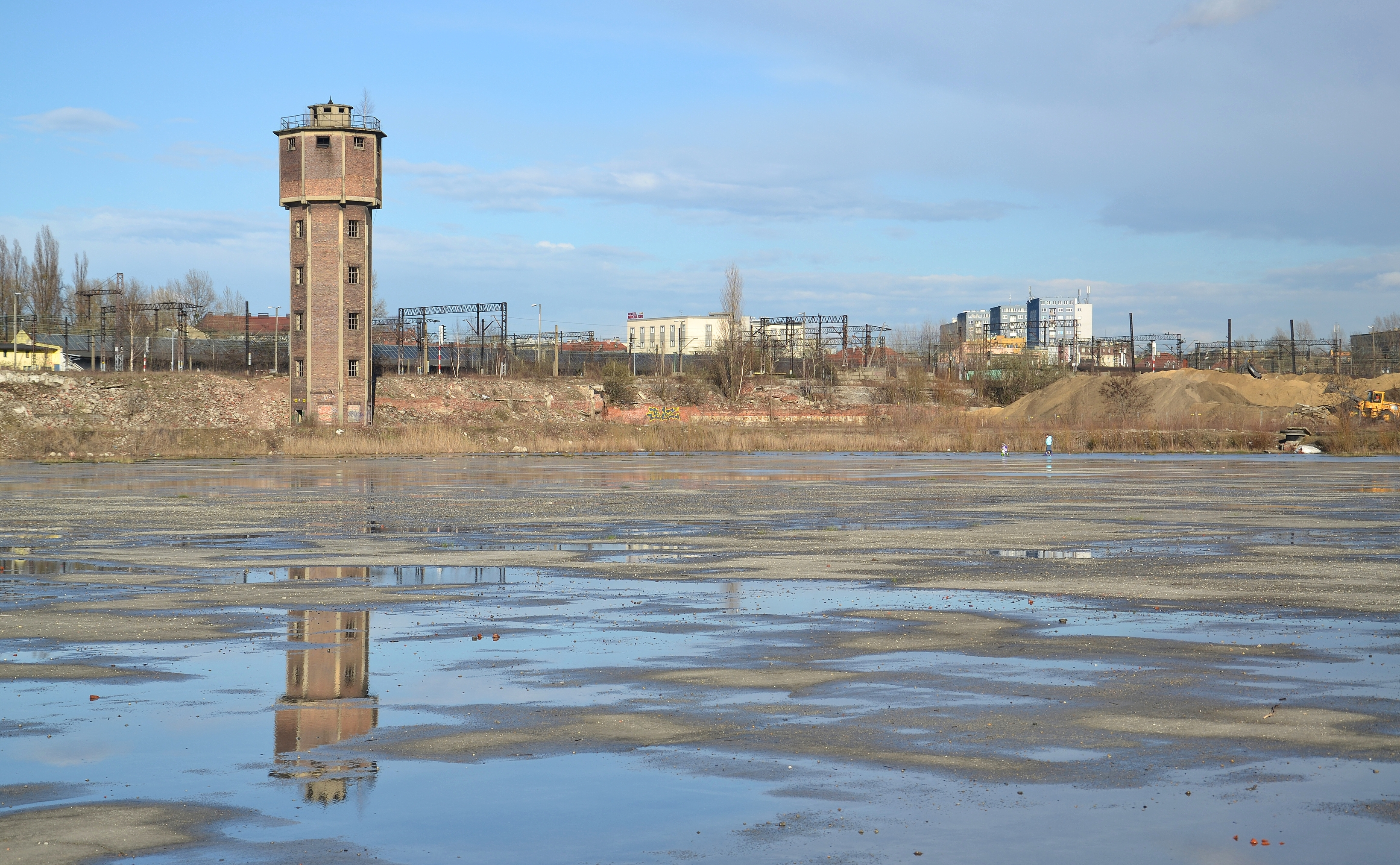
Das Werksgelände 2015 nach dem Abriss

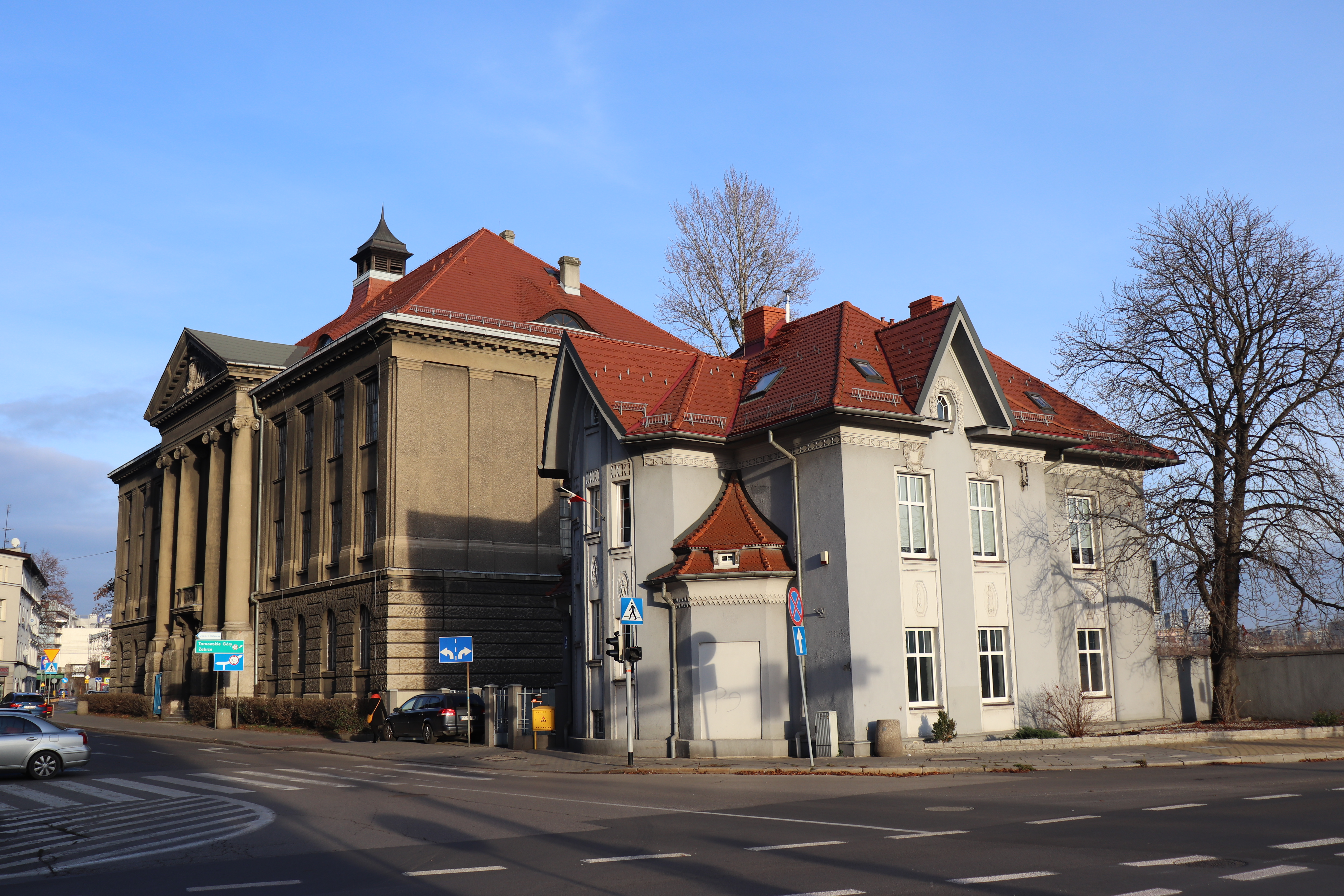
Verwaltungsgebäude der Huldschinskywerke

Die Huta Gliwice war ein Hüttenwerk und Unternehmen in der Stadt Gliwice (Gleiwitz).

## Geschichte
Das Werk wurde 1867 durch Salomon Huldschinsky und Albert Hahn unter dem Namen „Hahn & Huldschinsky“ als Röhrenwalzwerk gegründet. Hahn schied jedoch bald aus dem Unternehmen aus und gründete ein eigenes Werk in Düsseldorf. Daraufhin wurde es in S. Huldschinsky und Söhne umbenannt, später wiederum wurde es zur Huldschinskysche Hüttenwerke AG (verkürzt als Huldschinskywerke bekannt). Ende des 19. Jahrhunderts, ab 1892 ließ das Unternehmen eine Arbeitersiedlung (Huldschinsky-Siedlung) mit 55 Zweifamilienhäusern in Gleiwitz erbauen mit einer eigenen Kapelle (die heutige Heilige-Familie-Kirche). 1905 wurde sie mit der Oberschlesischen Eisenbahn-Bedarfs-Actien-Gesellschaft (Oberbedarf) verschmolzen.
1913 gehörten zum Werk in Gleiwitz Walzwerke, eine Schmelzhütte, Werkstätten und eine Stahlgießerei auf einer bebauten Fläche von elf Hektar. Produziert wurden Panzerplatten, Masten, Räder, nahtlose Rohre, Bandeisen und Stabeisen. Unter der Oberleitung des Generaldirektors Niedt waren 3000 Arbeiter und 150 Beamte im Werk beschäftigt. Zum Betrieb gehörten auch die Huldschinskysche Schnitzschule, die Schule der Huldschinskywerke am Stadtwald mit dem Namen Waldschule und ein Krankenhaus mit 50 Betten am Hauptbahnhof.
1945 wurde das Werk durch den polnischen Staat konfisziert und anschließend verstaatlicht. Es erhielt den Namen Huta Pierwszego Maja. 2000 wurde das Werk geschlossen und 2015 wurde das Unternehmen aus dem Handelsregister gestrichen. Der Großteil der Werksgebäude wurde abgerissen für den Neubau eines geplanten Einkaufszentrums mit dem Namen Focus. Dieser Neubau wurde jedoch nie begonnen und hinterließ eine Brache.